# Liste der denkmalgeschützten Objekte in Kappl (Tirol)
Die Liste der denkmalgeschützten Objekte in Kappl enthält die 32 denkmalgeschützten, unbeweglichen Objekte der Gemeinde Kappl im Bezirk Landeck.

## Denkmäler
| Foto |                 | Denkmal                                                                                | Standort                                           | Beschreibung | Metadaten |
| ---- | --------------- | -------------------------------------------------------------------------------------- | -------------------------------------------------- | --- | --- |
| ja   | Datei hochladen | Wegkapelle Bild HERIS-ID: 75294 Objekt-ID: 88773 TKK: 22731                            | gegenüber Bild 518 Standort KG: Kappl              | Schlichter Bau aus dem 17. Jahrhundert. Altar aus der Mitte des 17. Jahrhunderts mit Altarblatt hl. Familie. | BDA-Hist.: Q38138779 Status: § 2a Stand der BDA-Liste: 2025-06-30 Name: Wegkapelle Bild GstNr.: .2341 Kapelle Bild, Kappl |
| ja   | Datei hochladen | 38 Kleinställe Alpe Dias HERIS-ID: 58931 Objekt-ID: 69826 TKK: 22996                   | Dias (Alte Alpe Dias) Standort KG: Kappl           | Die Alpe Dias ist eine durch einen bewaldeten Geländerücken geschützte Almsiedlung. Aus dem Jahr 1857 sind kartografisch zwei gemauerte Sennhütten und 28 Kuhschermen (offene Unterstände) dokumentiert. Die Ställe wurden 1910 erneuert, wobei die ältesten verbauten Baumstämme vom Ende des 18. Jahrhunderts stammen (dendrodatiert). Eine Sennhütte und 36 Stallgebäude sind erhalten. Die Gebäude sind annähernd mit gleicher Firstausrichtung in den Hang gestellt, und sind auf steinsichtigem Bruchsteinmauerwerk in Blockbauweise mit Satteldach gezimmert und giebelseitig erschlossen. Zwischen 1995 und 1997 wurden die Sennhütte (Thaie) und die Ställe gesichert und teilweise neu eingedeckt. Seit 2013 museale Nutzung. | BDA-Hist.: Q38085318 Status: § 2a Stand der BDA-Liste: 2025-06-30 Name: 38 Kleinställe Alpe Dias GstNr.: 7522/2, .1598, .1599, .1600, .1601, .1602, .1603, .1604, .1605/1, .1605/2, .1606, .1607, .1608, .1610, .1611, .1613 , .1614, .1615, .1616, .1617, .1619, .1620, .1621, .1623, .1624, .2205, .2206, .2207, .2208, .2209, .2210, .2211, .2212, .2213, .2214, .2215 Kleinställe Diasalpe |
| ja   | Datei hochladen | Kapelle auf der Alpe Dias HERIS-ID: 75138 Objekt-ID: 88613 TKK: 22716                  | bei Dias 285 Standort KG: Kappl                    | Die gemauerte Almkapelle südlich der Almsiedlung wurde 1975 bis 1979 erbaut. Sie hat eine rund schließende Apsis und ein steiles Satteldach. Rundbogige Maueröffnungen, im Giebelfeld ein Tondo mit einem Gnadenbild Mariahilf. | BDA-Hist.: Q38138317 Status: § 2a Stand der BDA-Liste: 2025-06-30 Name: Kapelle auf der Alpe Dias GstNr.: 7522/3 Kapelle Diasalpe |
| BW   | Datei hochladen | Almsiedlung Gampenscherm HERIS-ID: 22726 Objekt-ID: 19065 TKK: 11908                   | Gampenscherm Standort KG: Kappl                    | Die Almsiedlung auf einem Steilhang nordöstlich oberhalb des Dorfes wurde im Frühling und Herbst kurzzeitig als Voralpe genutzt. Sie umfasst 16 Stallgebäude, darunter zwei Doppelställe. Die zweigeschoßigen Gebäude mit schindelgedecktem Satteldach sind über einem Fundament aus Bruchsteinen in Holzbauweise aufgeführt, der Stall als Kantblockbau, die Heulege darüber als Rundholzblockbau. | BDA-Hist.: Q37872156 Status: Bescheid Stand der BDA-Liste: 2025-06-30 Name: Almsiedlung Gampenscherm GstNr.: 3384/1, .1339, .1340, .1343, .1344, .1345, .1347, .1348, .1349, .1350, .1351, .1352, .1353, .1354, .1355, .1356, .2189 |
| ja   | Datei hochladen | Flurkapelle Hl. Familie HERIS-ID: 39717 Objekt-ID: 39498 TKK: 22754                    | bei Holdernach 233 Standort KG: Kappl              | Die Kapelle Hl. Familie im Weiler Holdernach mit Rundapsis und Glockenstuhl mit Haube hat einen Altar aus der Mitte des 17. Jahrhunderts mit einem Altarbild hl. Wandel. | BDA-Hist.: Q37990806 Status: Bescheid Stand der BDA-Liste: 2025-06-30 Name: Flurkapelle Hl. Familie GstNr.: .798 |
| ja   | Datei hochladen | Wegkapelle Holdernacherau HERIS-ID: 75210 Objekt-ID: 88688 TKK: 22753                  | Holdernacher Au Standort KG: Kappl                 | Der gemauerte Kapellenbildstock mit geradem Chorschluss, Rundbogenöffnung und schindelgedecktem Satteldach mit Dachreiter wurde im 20. Jahrhundert errichtet. In der mit einem Schmiedeeisengitter abgeschlossenen Nische befindet sich eine Lourdesmadonna aus Gips. | BDA-Hist.: Q38138582 Status: § 2a Stand der BDA-Liste: 2025-06-30 Name: Wegkapelle Holdernacherau GstNr.: 4031/35 |
| ja   | Datei hochladen | Kath. Pfarrkirche hl. Hieronymus HERIS-ID: 55625 Objekt-ID: 64355 TKK: 22706           | bei Innerlangesthei 31 Standort KG: Kappl          | Die barocke Kirche wurde 1694 erbaut und seit 1891 Pfarrkirche. Gewölbeausmalung und Bildmedaillons aus 1823 von Leopold Puellacher. Der barockisierte Altar aus 1973 trägt ein barockes Pestkreuz aus dem 17. Jahrhundert aus Südtirol und die Statuen Maria, Johannes aus dem Anfang des 18. Jahrhunderts, Ingenuin Lechleitner zugeschrieben. Die Brüstungsorgel schuf 1871 Franz Weber und wurde 1973 verändert. | BDA-Hist.: Q38066765 Status: § 2a Stand der BDA-Liste: 2025-06-30 Name: Kath. Pfarrkirche hl. Hieronymus GstNr.: .1043 Pfarrkirche Langesthei |
| ja   | Datei hochladen | Friedhof Langesthei HERIS-ID: 75203 Objekt-ID: 88681 TKK: 115619                       | gegenüber Innerlangesthei 31 Standort KG: Kappl    | Der Friedhof um die Pfarrkirche Langesthei wurde 1694 erstmal urkundlich erwähnt und im 20. Jahrhundert erweitert. Er beherbergt zahlreiche schmiedeeiserne Grabkreuze. | BDA-Hist.: Q38138572 Status: § 2a Stand der BDA-Liste: 2025-06-30 Name: Friedhof Langesthei GstNr.: 5871 Friedhof Langesthei |
| BW   | Datei hochladen | Almanlage, Obere Sessladalpe HERIS-ID: 87517 Objekt-ID: 101934 TKK: 115621             | Kappl (Obere Seßladalpe) Standort KG: Kappl        | Die zwischen 1950 und 1974 errichtete Anlage besteht aus einer Sennhütte und einem lang gestreckten Stallgebäude. | BDA-Hist.: Q37720182 Status: § 2a Stand der BDA-Liste: 2025-06-30 Name: Almanlage, Obere Sessladalpe GstNr.: 7571/1 |
| BW   | Datei hochladen | Almanlage, Untere Sessladalpe HERIS-ID: 87521 Objekt-ID: 101938 TKK: 22990             | Kappl (Untere Seßladalpe) Standort KG: Kappl       | Die in einer Mulde am Seßladbach gelegene Almsiedlung besteht aus einer Sennhütte und ursprünglich 13 Stallgebäuden. Der Großteil der Stallgebäude wurde nach 1990 durch einen großen Gemeinschaftsstall ersetzt. Die Sennhütte mit schindelgedecktem Satteldach wurde um den Wohnbereich in Blockbauweise, ansonsten in Trockenmauerwerk erbaut. Sie beherbergt einen Sennraum, zwei Kellerräume und einen Wohnraum mit Schlafstätten. Von den ursprünglichen Ställen sind drei kleine Blockbauten aus steinsichtigem Trockenmauerwerk mit schindelgedecktem Satteldach erhalten. | BDA-Hist.: Q37720205 Status: § 2a Stand der BDA-Liste: 2025-06-30 Name: Almanlage, Untere Sessladalpe GstNr.: .1648, .1654, .1652 |
| ja   | Datei hochladen | Kath. Pfarrkirche hl. Antonius HERIS-ID: 55626 Objekt-ID: 64356 TKK: 22705             | gegenüber Kappl 120 Standort KG: Kappl             | Barocke Kirche von 1726 bis 1727 neu gebaut, der spätgotische Turm wurde belassen. Die Vorgängerkapelle aus dem 14. Jahrhundert gab der Gemeinde den Namen Kappl. Außen am Chor ist eine Schnitzgruppe Kruzifix mit Maria von Johann Ladner aus 1754. Gewölbebilder von Philipp Jakob Greil aus 1774. Die Orgel mit Rückpositiv schuf 1797 Johann Anton Fuchs, 1966 restauriert von Reinisch-Pirchner. Wandmalerei von Heinrich Kluibenschedl aus 1907, 1959. Schnitzfiguren von Andreas Kölle 1726/27, Altarblatt von Franz Laukas 1726. | BDA-Hist.: Q38066777 Status: § 2a Stand der BDA-Liste: 2025-06-30 Name: Kath. Pfarrkirche hl. Antonius GstNr.: .1 Pfarrkirche Kappl |
| ja   | Datei hochladen | Friedhof Kappl HERIS-ID: 75297 Objekt-ID: 88776 TKK: 106561                            | gegenüber Kappl 120 Standort KG: Kappl             | Der teilweise von einer Mauer umgebene Friedhof um die Antoniuskirche wurde im 15. Jahrhundert erstmals erwähnt und 2002–2004 erweitert. Er beherbergt zahlreiche schmiedeeiserne Grabkreuze. | BDA-Hist.: Q38138816 Status: § 2a Stand der BDA-Liste: 2025-06-30 Name: Friedhof Kappl GstNr.: 1 Friedhof Kappl |
| ja   | Datei hochladen | Friedhofskapelle, Totenkapelle HERIS-ID: 75296 Objekt-ID: 88775 TKK: 22817             | gegenüber Kappl 243 Standort KG: Kappl             | Die einjochige kreuzgratgewölbte Totenkapelle mit 5/8-Schluss im Friedhof der Antoniuskirche mit einem Altar aus 1708 hat ein Altarbild Schmerzhafte Maria unter dem Kreuz. Im Untergeschoß der Apsis ist eine Figur Unser Herr im Elend, vermutlich von Johann Ladner aus dem 18. Jahrhundert. | BDA-Hist.: Q38138806 Status: § 2a Stand der BDA-Liste: 2025-06-30 Name: Friedhofskapelle, Totenkapelle GstNr.: .2 Friedhofskapelle Kappl |
| ja   | Datei hochladen | Kerkerkapelle HERIS-ID: 75293 Objekt-ID: 88772 TKK: 22818                              | südlich Kappl 300 Standort KG: Kappl               | An der Friedhofsmauer, nach außen offen, ist eine barocke Wegkapelle aus der Mitte des 18. Jahrhunderts mit reicher Innengliederung, Stichkappentonne, Rundapsis und Stuckaturen und einem geschweiften Giebel. Der Säulenvorbau ist aus dem Ende des 18. Jahrhunderts. Die Figurengruppe Christus an der Geißelsäule mit zwei Schergen ist von Johann Ladner aus 1754. | BDA-Hist.: Q38138765 Status: § 2a Stand der BDA-Liste: 2025-06-30 Name: Kerkerkapelle GstNr.: .3 |
| ja   | Datei hochladen | Wohnhaus Beim Tonesn (Haus Tobias Bock) HERIS-ID: 39718 Objekt-ID: 39499 TKK: 22960    | Niederhof 119 Standort KG: Kappl                   | Der gemauerte bergseitige Hälfte des Mittelflurhauses trägt eine reiche Fassadenmalerei aus dem Jahr 1631, längsseitig hl. Martin, hl. Georg, Kreuzigung, stirnseitig Auferstandener, hl. Antonius von Padua, Maria mit Kind, Wappen und Bindeschild. In der Nähe drei zusammengebaute Kornkästen, einer von 1605, sowie weitere bemerkenswerte Stadel. | BDA-Hist.: Q37990819 Status: Bescheid Stand der BDA-Liste: 2025-06-30 Name: Wohnhaus Beim Tonesn (Haus Tobias Bock) GstNr.: .438 Bürgerhaus Beim Tonesn (Haus Tobias Bock), Kappl |
| ja   | Datei hochladen | Flurkapelle Obermahren HERIS-ID: 39716 Objekt-ID: 39497 TKK: 22738                     | bei Obermahren 25 Standort KG: Kappl               | Die zweijochige Kapelle mit eingezogener dreiseitiger Apsis hat einen Glockenstuhl. | BDA-Hist.: Q37990794 Status: Bescheid Stand der BDA-Liste: 2025-06-30 Name: Flurkapelle Obermahren GstNr.: .241 |
| ja   | Datei hochladen | Flurkapelle Obermühl HERIS-ID: 75158 Objekt-ID: 88633 TKK: 22708                       | Obermühl 345, in der Nähe Standort KG: Kappl       | Der gemauerte Nischenbildstock stammt aus dem Jahre 1956 und hat ein schindelgedecktes Satteldach, darunter eine rundbogige Nische mit einer Skulptur Maria Lourdes. | BDA-Hist.: Q38138416 Status: § 2a Stand der BDA-Liste: 2025-06-30 Name: Flurkapelle Obermühl GstNr.: 2489 |
| ja   | Datei hochladen | Kapelle Hl. Dreifaltigkeit HERIS-ID: 75165 Objekt-ID: 88640 TKK: 22722                 | gegenüber Perpat 191 Standort KG: Kappl            | Die Kapelle Hl. Dreifaltigkeit im Weiler Perpat ist ein zweijochiger Bau mit eingezogener Rundapsis und Dachreiter mit Zwiebelhelm und Schindeldach. Die Schnitzfigur Mondsichelmadonna aus der Mitte des 17. Jahrhunderts wird Michael Lechleitner zugeschrieben. | BDA-Hist.: Q38138457 Status: § 2a Stand der BDA-Liste: 2025-06-30 Name: Kapelle Hl. Dreifaltigkeit GstNr.: .750 Kapelle hl. Dreifaltigkeit Perpat |
| ja   | Datei hochladen | Wegkapelle Sinsen HERIS-ID: 75131 Objekt-ID: 88606 TKK: 22737seit 2017                 | gegenüber Sinsen 34 Standort KG: Kappl             | Die Kapelle wurde anstelle eines um 1709 errichteten barocken Vorgängerbaus um 1960/1970 neu gebaut. Der zweijochige Mauerbau mit rundem Chorschluss und Satteldach mit offenem Dachreiter mit Zwiebelhaube weist an der Eingangsfassade eine Rundbogentür und seitliche Rundbogenfenster auf, an den Traufseiten je zwei breite Rundbogenfenster. Der Innenraum ist mit einem Tonnengewölbe versehen. | BDA-Hist.: Q38138265 Status: Bescheid Stand der BDA-Liste: 2025-06-30 Name: Wegkapelle Sinsen GstNr.: 696 |
| BW   | Datei hochladen | Bauernhofanlage Einhof Huisa HERIS-ID: 112538 Objekt-ID: 130744 TKK: 22819seit 2016    | Stadlen 141 Standort KG: Kappl                     | Der zweigeschoßige Einhof mit Satteldach stammt laut Bauinschrift im Giebelfeld von 1766, er wurde 1804 umgebaut. Abgesehen vom gemauerten Küchenbereich ist das giebelseitig über einen Mittelflur erschlossene Gebäude komplett in Blockbauweise gezimmert. Zum Hof gehören ein in Kantblockbau gezimmerter eingeschoßiger Kornkasten aus der zweiten Hälfte des 18. Jahrhunderts und ein freistehender Backofen aus steinsichtigem Bruchsteinmauerwerk unter flachem, brettergedecktem Satteldach aus der zweiten Hälfte des 19. Jahrhunderts. | BDA-Hist.: Q37831544 Status: Bescheid Stand der BDA-Liste: 2025-06-30 Name: Bauernhofanlage Einhof Huisa GstNr.: .1946, 2432/1, 2433, 2434, 2435, .513, .514 |
| BW   | Datei hochladen | Wegkapelle Stockach HERIS-ID: 75171 Objekt-ID: 88646 TKK: 36462                        | gegenüber Stockach 17 Standort KG: Kappl           | Die gemauerte Wegkapelle mit Satteldach wurde zwischen 1970 und 1974 errichtet. | BDA-Hist.: Q38138470 Status: § 2a Stand der BDA-Liste: 2025-06-30 Name: Wegkapelle Stockach GstNr.: .2494 |
| ja   | Datei hochladen | Kapelle hl. Martin HERIS-ID: 75118 Objekt-ID: 88592 TKK: 22740                         | neben Ulmich 18 Standort KG: Kappl                 | Die barocke Kapelle hl. Martin im Weiler Ulmich ist ein zweijochiger Bau mit polygonaler Apsis und Dachreiter. Ornamentale Deckenmalerei und Deckenbilder von Alois Grissemann aus 1815. Figuren vermutlich von Johann Ladner. Zwei Seitenaltäre werden der Werkstatt Johann Georg Witwer zugeschrieben. | BDA-Hist.: Q38138202 Status: § 2a Stand der BDA-Liste: 2025-06-30 Name: Kapelle hl. Martin GstNr.: .361 |
| ja   | Datei hochladen | Flurkapelle Schanz HERIS-ID: 75117 Objekt-ID: 88591 TKK: 22748                         | nördlich Gewerbepark Ulmich 701 Standort KG: Kappl | Die Kapelle an der Trisanna wurde um 1955 errichtet. Die Fassade des einjochigen, gemauerten Baus weist eine einfache Putzgliederung, ein Segmentbogenportal und rundbogig geschlossene Fensteröffnungen auf. Das Innere ist tonnengewölbt mit geradem Chorschluss. | BDA-Hist.: Q38138192 Status: § 2a Stand der BDA-Liste: 2025-06-30 Name: Flurkapelle Schanz GstNr.: 7861 |
| ja   | Datei hochladen | Kapelle Mariahilf HERIS-ID: 42729 Objekt-ID: 43320 TKK: 22717                          | gegenüber Unterbichl 165 Standort KG: Kappl        | Die barocke zweijochige Kapelle hl. Maria im Weiler Unterbichl mit Rundapsis und Glockenstuhl mit Zwiebelhaube hat im spätbarocken Altar ein geschnitztes Mariengnadenbild aus der 2. Hälfte des 18. Jahrhunderts. Weiters Votivbilder. | BDA-Hist.: Q38003363 Status: Bescheid Stand der BDA-Liste: 2025-06-30 Name: Kapelle Mariahilf GstNr.: .679 |
| ja   | Datei hochladen | Kapelle Wiese HERIS-ID: 75135 Objekt-ID: 88610 TKK: 22736                              | bei Wiese 53 Standort KG: Kappl                    | Die barocke Kapelle mit dreiseitiger Apsis hat einen Altar aus dem 4. Viertel des 18. Jahrhunderts. | BDA-Hist.: Q38138292 Status: § 2a Stand der BDA-Liste: 2025-06-30 Name: Kapelle Wiese GstNr.: .167 Kapelle Wiese, Kappl |
| ja   | Datei hochladen | Wegkapelle Hl. Kreuz HERIS-ID: 75137 Objekt-ID: 88612 TKK: 22734                       | Standort KG: Kappl                                 | Die Wegkapelle wurde um 1817 erbaut, inschriftlich ist sie mit 1840 datiert. Die große, gemauerte Kapelle hat einen eingezogenen, runden Chorschluss und ein steiles, schindelgedecktes Satteldach mit offenem Dachreiter. Giebelseitig über Rundbogentür mit seitlichen Rundbogenfenstern erschlossen, im Giebel rundbogige Figurennische mit einer Holzskulptur des hl. Antonius Eremit. Innern zweijochiger, stichkappengewölbter Betraum, Chorbogen und einjochiger Chorraum. An der Decke befindet sich eine Heilig-Geist-Taube, in den Stichkappen gemalte Leidenssymbole, im Betraum Stichkappen mit klassizistischer Bemalung. Der Chorbogen zeigt eine Inschrift mit Chronogramm von 1840.                                     | BDA-Hist.: Q38138307 Status: § 2a Stand der BDA-Liste: 2025-06-30 Name: Wegkapelle Hl. Kreuz GstNr.: .2347 Kapelle Heiliges Kreuz (Kappl) |
| BW   | Datei hochladen | Bildstock Hirschenbad HERIS-ID: 75139 Objekt-ID: 88614 TKK: 22714                      | Standort KG: Kappl                                 | Der gemauerte Nischenbildstock mit schindelgedecktem Satteldach wurde im 20. Jahrhundert errichtet. In der vergitterten, rundbogigen Altarnische befindet sich ein Kruzifix. | BDA-Hist.: Q38138328 Status: § 2a Stand der BDA-Liste: 2025-06-30 Name: Bildstock Hirschenbad GstNr.: 3383/1 |
| BW   | Datei hochladen | Flurkapelle Hochebene HERIS-ID: 75140 Objekt-ID: 88615 TKK: 22710                      | Standort KG: Kappl                                 | Der gemauerte Nischenbildstock mit geradem Chorschluss und schindelgedecktem Satteldach wurde um 1950 errichtet. In der vergitterten Rundbogennische befinden sich eine Kreuzigungsgruppe aus Gips und Kreuzwegstationen. | BDA-Hist.: Q38138339 Status: § 2a Stand der BDA-Liste: 2025-06-30 Name: Flurkapelle Hochebene GstNr.: 3383/2 |
| BW   | Datei hochladen | Bildstock Entenkapelle HERIS-ID: 75160 Objekt-ID: 88635 TKK: 115620                    | Standort KG: Kappl                                 | Der gemauerte Nischenbildstock mit Satteldach stammt aus dem 20. Jahrhundert. | BDA-Hist.: Q38138430 Status: § 2a Stand der BDA-Liste: 2025-06-30 Name: Bildstock Entenkapelle GstNr.: 7872/1 |
| BW   | Datei hochladen | Wegkapelle Rufenatsch HERIS-ID: 75212 Objekt-ID: 88690 TKK: 22767                      | Standort KG: Kappl                                 | Der gemauerte Nischenbildstock unter flachem Satteldach wurde in der zweiten Hälfte des 19. Jahrhunderts errichtet. In der tiefen, segmentbogig geschlossenen Nische befindet sich eine Darstellung des Gnadenbildes Mariahilf. | BDA-Hist.: Q38138594 Status: § 2a Stand der BDA-Liste: 2025-06-30 Name: Wegkapelle Rufenatsch GstNr.: 1632/1 |
| ja   | Datei hochladen | Bildstock Falggermühle/Falggenmühlekapelle HERIS-ID: 75213 Objekt-ID: 88691 TKK: 22764 | Standort KG: Kappl                                 | Der in den Hang gebaute, gemauerte Nischenbildstock unter steilem, schindelgedecktem Satteldach wurde in der zweiten Hälfte des 19. Jahrhunderts errichtet. In der vergitterten, rundbogigen Altarnische befindet sich ein Kruzifix. | BDA-Hist.: Q38138604 Status: § 2a Stand der BDA-Liste: 2025-06-30 Name: Bildstock Falggermühle/Falggenmühlekapelle GstNr.: 1632/2 |
| ja   | Datei hochladen | Passionskreuz HERIS-ID: 75295 Objekt-ID: 88774 TKK: 22761                              | Standort KG: Kappl                                 | Das Passionskreuz stammt aus der 1. Hälfte des 19. Jahrhunderts, 1970 wurde das Holzkreuz durch ein Eisenkreuz ersetzt. Am Kreuzstamm sind die Leidenswerkzeuge, Spruchtafeln und andere, passionsbezogene Gegenstände montiert. Der Korpus am Kreuzschnittpunkt steht aufrecht unter einem geschwungenen Dach, Viernageltypus. Darüber ein einzeiliger Titulus und als Bekrönung Gottvater auf dem Wolkensaum. | BDA-Hist.: Q38138791 Status: § 2a Stand der BDA-Liste: 2025-06-30 Name: Passionskreuz GstNr.: 197/4 |